# Station Melkouwen
Station Melkouwen is een spoorweghalte langs spoorlijn 16 in de gemeente Berlaar (gehucht Melkouwen).

## Treindienst
| Serie  | Treinsoort     | Route                                              | Bijzonderheden |
| ------ | -------------- | -------------------------------------------------- | -------------- |
| L 2850 | L-trein (NMBS) | Antwerpen-Centraal – Melkouwen – Aarschot – Leuven |                |

## Galerij

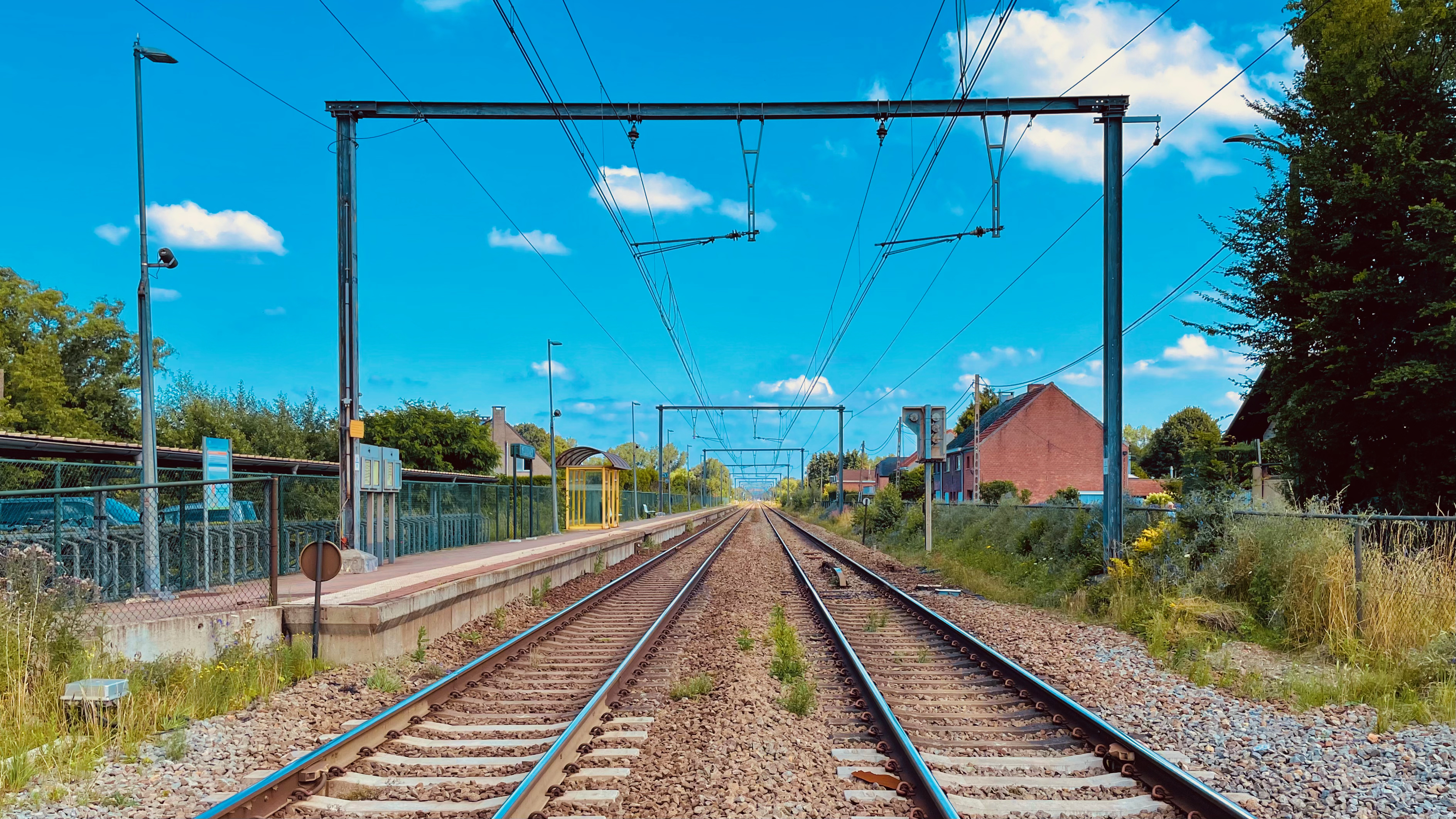
Zicht op de sporen
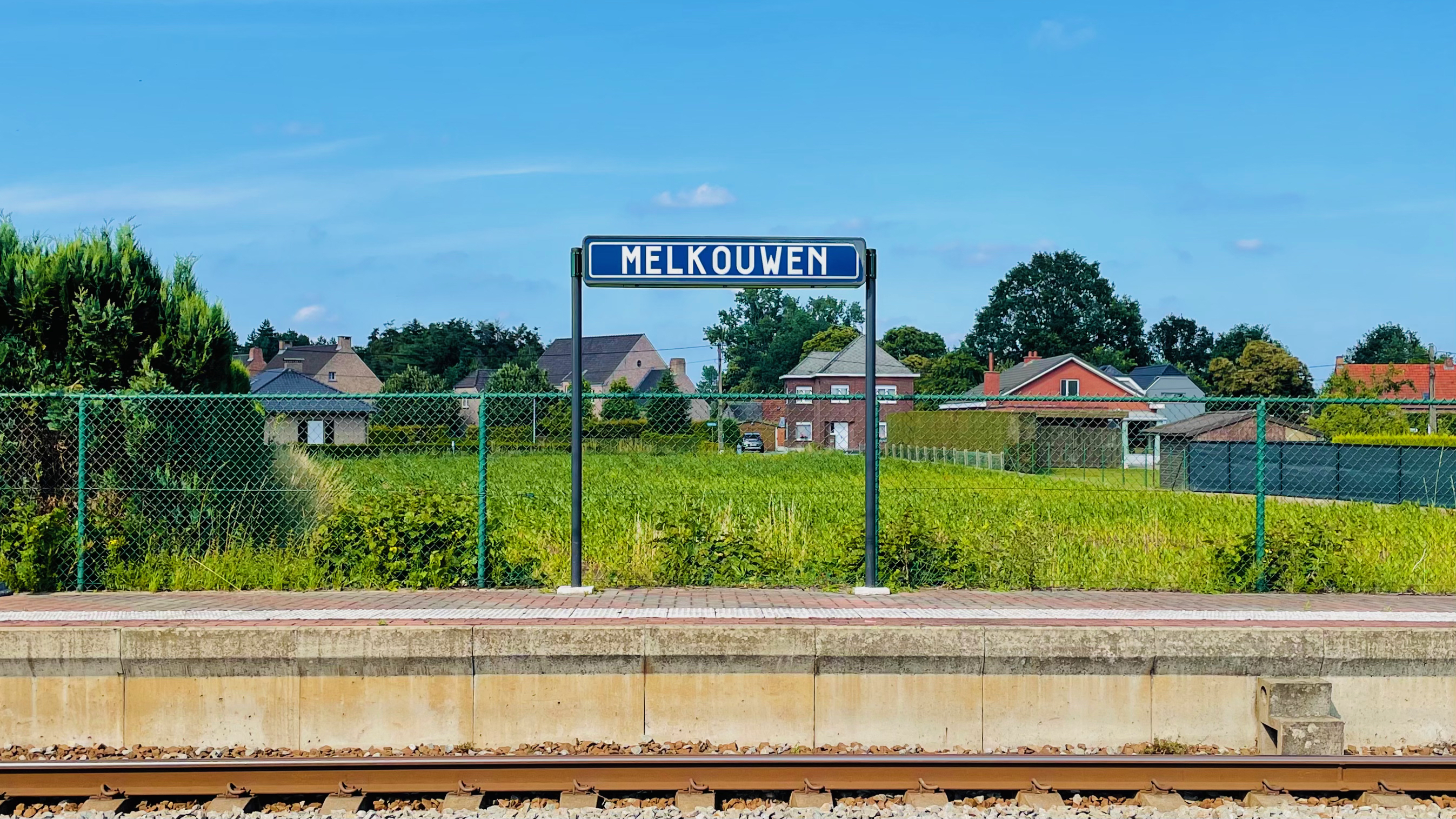
Plaatsnaambord
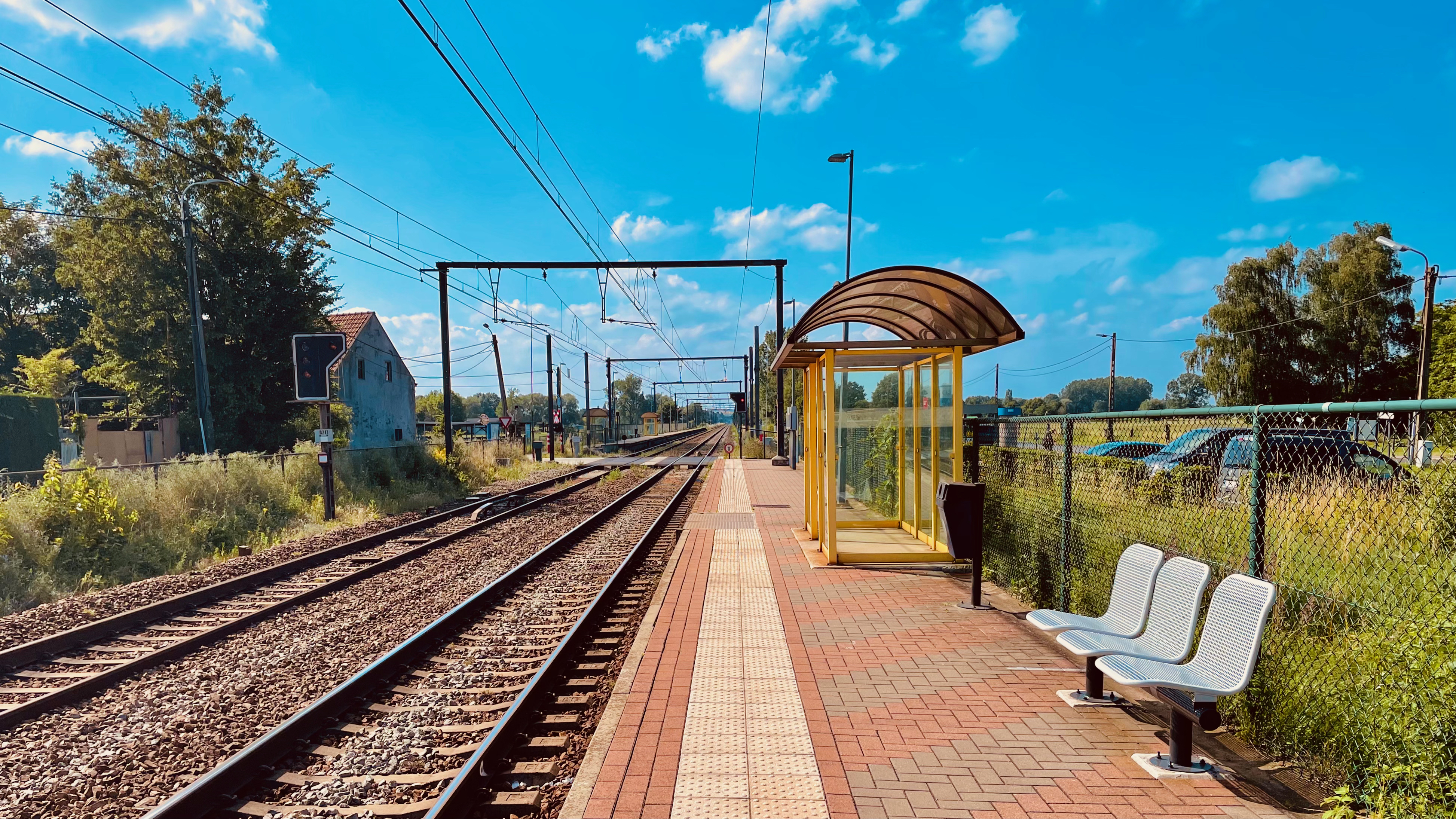
Het perron

## Reizigerstellingen
De grafiek en tabel geven het gemiddeld aantal instappende reizigers weer op een week-, zater- en zondag.
| Tabel: aantal instappende reizigers station Melkouwen | Tabel: aantal instappende reizigers station Melkouwen | Tabel: aantal instappende reizigers station Melkouwen | Tabel: aantal instappende reizigers station Melkouwen |
|                                                       | Weekdag                                               | Zaterdag                                              | Zondag                                                |
| ----------------------------------------------------- | ----------------------------------------------------- | ----------------------------------------------------- | ----------------------------------------------------- |
| 1977                                                  | 142                                                   | 24                                                    | 14                                                    |
| 1978                                                  | 177                                                   | 26                                                    | 13                                                    |
| 1979                                                  | 151                                                   | 28                                                    | 10                                                    |
| 1980                                                  | 148                                                   | 19                                                    | 16                                                    |
| 1981                                                  | 205                                                   | 38                                                    | 31                                                    |
| 1982                                                  | 191                                                   | 42                                                    | 34                                                    |
| 1983                                                  | 198                                                   | 43                                                    | 40                                                    |
| 1984                                                  | 180                                                   | 23                                                    | 11                                                    |
| 1985                                                  | 144                                                   | 24                                                    | 32                                                    |
| 1986                                                  | 160                                                   | 29                                                    | 17                                                    |
| 1987                                                  | 146                                                   | 36                                                    | 23                                                    |
| 1988                                                  | 169                                                   | 28                                                    | 27                                                    |
| 1989                                                  | 161                                                   | 27                                                    | 31                                                    |
| 1990                                                  | 156                                                   | 24                                                    | 27                                                    |
| 1991                                                  | 126                                                   | 41                                                    | 25                                                    |
| 1992                                                  | 127                                                   | 21                                                    | 16                                                    |
| 1993                                                  | 156                                                   | 37                                                    | 19                                                    |
| 1994                                                  | 125                                                   | 43                                                    | 8                                                     |
| 1995                                                  | 115                                                   | 32                                                    | 25                                                    |
| 1996                                                  | 125                                                   | 17                                                    | 25                                                    |
| 1997                                                  | 136                                                   | 42                                                    | 35                                                    |
| 1998                                                  | 133                                                   | 30                                                    | 14                                                    |
| 1999                                                  | 144                                                   | 40                                                    | 34                                                    |
| 2000                                                  | 133                                                   | 44                                                    | 34                                                    |
| 2001                                                  | 139                                                   | 34                                                    | 37                                                    |
| 2002                                                  | 129                                                   | 40                                                    | 56                                                    |
| 2003                                                  | 113                                                   | 30                                                    | 28                                                    |
| 2004                                                  | 167                                                   | 48                                                    | 40                                                    |
| 2005                                                  | 148                                                   | 58                                                    | 39                                                    |
| 2006                                                  | 166                                                   | 54                                                    | 50                                                    |
| 2007                                                  | 143                                                   | 52                                                    | 67                                                    |
| 2008                                                  | -                                                     | -                                                     | -                                                     |
| 2009                                                  | 186                                                   | 70                                                    | 72                                                    |
| 2010                                                  | -                                                     | -                                                     | -                                                     |
| 2011                                                  | -                                                     | -                                                     | -                                                     |
| 2012                                                  | 236                                                   | 79                                                    | 98                                                    |
| 2013                                                  | 264                                                   | 92                                                    | 120                                                   |
| 2014                                                  | 236                                                   | 59                                                    | 54                                                    |
| 2015                                                  | 217                                                   | 57                                                    | 70                                                    |
| 2016                                                  | 228                                                   | 61                                                    | 89                                                    |
| 2017                                                  | 208                                                   | 65                                                    | 76                                                    |
| 2018                                                  | 235                                                   | 105                                                   | 57                                                    |
| 2019                                                  | 201                                                   | 87                                                    | 71                                                    |
| 2020                                                  | 99                                                    | 56                                                    | 51                                                    |
| 2021                                                  | -                                                     | -                                                     | -                                                     |
| 2022                                                  | 221                                                   | 127                                                   | 169                                                   |
| 2023                                                  | 207                                                   | 90                                                    | 74                                                    |
| 2024                                                  | 195                                                   | 84                                                    | 74                                                    |

2,9: Kloosterheide ·
7,0: Berlaar ·
10,1: Melkouwen ·
11,2: Itegem ·
13,6: Heist-op-den-Berg ·
16,0: Heide-Lo ·
19,6: Booischot ·
22,1: Begijnendijk